# Liste der Nummer-eins-Hits in Spanien (1978)
Diese Liste enthält alle Nummer-eins-Hits in Spanien im Jahr 1978. Es gab in jenem Jahr 18 Nummer-eins-Singles.

| | Liste der Nummer-eins-Hits in Spanien | Liste der Nummer-eins-Hits in Spanien | Liste der Nummer-eins-Hits in Spanien                          | 1979 →                    |
| \| Zeitraum \| Wo. ges. \| Interpret \| Titel Autor(en) \| Zusätzliche Informationen \| \| (Zeitraum, Wochen auf Platz eins, Interpret, Titel, Autor[en], zusätzliche Informationen) \| \| \| \| \| \| ----------------------------------------------------------------------------------------- \| -------- \| ---------------------------------- \| -------------------------------------------------------------- \| ------------------------- \| \| 26. Dezember 1977 – 1. Januar 1978 1 Woche (insgesamt 2) \| 2 \| Jean Michel Jarre \| Oxygène (Part 4) \| – \| \| 2. Januar 1978 – 19. Februar 1978 7 Wochen \| 7 \| Elsa Baeza \| Credo \| – \| \| 20. Februar 1978 – 26. Februar 1978 1 Woche \| 1 \| Café Crème \| Unlimited Citations \| – \| \| 27. Februar 1978 – 16. April 1978 7 Wochen (insgesamt 8) \| 8 \| Umberto Tozzi \| Ti amo Giancarlo Bigazzi, Umberto Tozzi \| – \| \| 17. April 1978 – 30. April 1978 2 Wochen \| 2 \| Richard Clayderman \| Ballade Pour Adeline \| – \| \| 1. Mai 1978 – 7. Mai 1978 1 Woche \| 1 \| Collage \| Poco a poco… Me enamoré de tí \| – \| \| 8. Mai 1978 – 15. Mai 1978 1 Woche (insgesamt 5) \| 5 \| Bee Gees \| Stayin’ Alive Barry, Robin & Maurice Gibb \| – \| \| 16. Mai 1978 – 21. Mai 1978 1 Woche (insgesamt 8) \| 8 \| Umberto Tozzi \| Ti amo Giancarlo Bigazzi, Umberto Tozzi \| – \| \| 22. Mai 1978 – 18. Juni 1978 4 Wochen (insgesamt 5) \| 5 \| Bee Gees \| Stayin’ Alive Barry, Robin & Maurice Gibb \| – \| \| 19. Juni 1978 – 2. Juli 1978 2 Wochen \| 2 \| Bee Gees \| Night Fever Barry, Robin & Maurice Gibb \| – \| \| 3. Juli 1978 – 16. Juli 1978 2 Wochen (insgesamt 3) \| 3 \| Daniel Magal \| Cara de Gitana \| – \| \| 17. Juli 1978 – 23. Juli 1978 1 Woche \| 1 \| Matia Bazar \| Sólo Tú \| – \| \| 22. Juli 1978 – 30. Juli 1978 2 Wochen (insgesamt 3) \| 3 \| Daniel Magal \| Cara de Gitana \| – \| \| 31. Juli 1978 – 13. August 1978 2 Wochen \| 2 \| Miguel Bosé \| Anna \| – \| \| 14. August 1978 – 27. August 1978 2 Wochen \| 2 \| Bonnie Tyler \| It’s a Heartache Ronnie Scott & Steve Wolfe \| – \| \| 28. August 1978 – 1. Oktober 1978 5 Wochen \| 5 \| Boney M. \| Rivers of Babylon Brent Dowe, Trevor McNaughton, Farian, Reyam \| – \| \| 2. Oktober 1978 – 8. Oktober 1978 1 Woche \| 1 \| Luisa Fernández \| Lay Love On You \| – \| \| 9. Oktober 1978 – 3. Dezember 1978 8 Wochen \| 8 \| John Travolta & Olivia Newton-John \| You’re the One That I Want John Farrar \| – \| \| 4. Dezember 1978 – 4. Februar 1979 9 Wochen \| 9 \| Umberto Tozzi \| Tu Giancarlo Bigazzi, Umberto Tozzi \| – \| |                                       |                                       |                                                                |                           |
| |                                       |                                       |                                                                | → 1979 →                  |
| Zeitraum | Wo. ges.                              | Interpret                             | Titel Autor(en)                                                | Zusätzliche Informationen |
| (Zeitraum, Wochen auf Platz eins, Interpret, Titel, Autor[en], zusätzliche Informationen) |                                       |                                       |                                                                |                           |
| 26. Dezember 1977 – 1. Januar 1978 1 Woche (insgesamt 2) | 2                                     | Jean Michel Jarre                     | Oxygène (Part 4)                                               | –                         |
| 2. Januar 1978 – 19. Februar 1978 7 Wochen | 7                                     | Elsa Baeza                            | Credo                                                          | –                         |
| 20. Februar 1978 – 26. Februar 1978 1 Woche | 1                                     | Café Crème                            | Unlimited Citations                                            | –                         |
| 27. Februar 1978 – 16. April 1978 7 Wochen (insgesamt 8) | 8                                     | Umberto Tozzi                         | Ti amo Giancarlo Bigazzi, Umberto Tozzi                        | –                         |
| 17. April 1978 – 30. April 1978 2 Wochen | 2                                     | Richard Clayderman                    | Ballade Pour Adeline                                           | –                         |
| 1. Mai 1978 – 7. Mai 1978 1 Woche | 1                                     | Collage                               | Poco a poco… Me enamoré de tí                                  | –                         |
| 8. Mai 1978 – 15. Mai 1978 1 Woche (insgesamt 5) | 5                                     | Bee Gees                              | Stayin’ Alive Barry, Robin & Maurice Gibb                      | –                         |
| 16. Mai 1978 – 21. Mai 1978 1 Woche (insgesamt 8) | 8                                     | Umberto Tozzi                         | Ti amo Giancarlo Bigazzi, Umberto Tozzi                        | –                         |
| 22. Mai 1978 – 18. Juni 1978 4 Wochen (insgesamt 5) | 5                                     | Bee Gees                              | Stayin’ Alive Barry, Robin & Maurice Gibb                      | –                         |
| 19. Juni 1978 – 2. Juli 1978 2 Wochen | 2                                     | Bee Gees                              | Night Fever Barry, Robin & Maurice Gibb                        | –                         |
| 3. Juli 1978 – 16. Juli 1978 2 Wochen (insgesamt 3) | 3                                     | Daniel Magal                          | Cara de Gitana                                                 | –                         |
| 17. Juli 1978 – 23. Juli 1978 1 Woche | 1                                     | Matia Bazar                           | Sólo Tú                                                        | –                         |
| 22. Juli 1978 – 30. Juli 1978 2 Wochen (insgesamt 3) | 3                                     | Daniel Magal                          | Cara de Gitana                                                 | –                         |
| 31. Juli 1978 – 13. August 1978 2 Wochen | 2                                     | Miguel Bosé                           | Anna                                                           | –                         |
| 14. August 1978 – 27. August 1978 2 Wochen | 2                                     | Bonnie Tyler                          | It’s a Heartache Ronnie Scott & Steve Wolfe                    | –                         |
| 28. August 1978 – 1. Oktober 1978 5 Wochen | 5                                     | Boney M.                              | Rivers of Babylon Brent Dowe, Trevor McNaughton, Farian, Reyam | –                         |
| 2. Oktober 1978 – 8. Oktober 1978 1 Woche | 1                                     | Luisa Fernández                       | Lay Love On You                                                | –                         |
| 9. Oktober 1978 – 3. Dezember 1978 8 Wochen | 8                                     | John Travolta & Olivia Newton-John    | You’re the One That I Want John Farrar                         | –                         |
| 4. Dezember 1978 – 4. Februar 1979 9 Wochen | 9                                     | Umberto Tozzi                         | Tu Giancarlo Bigazzi, Umberto Tozzi                            | –                         |

Siehe auch: Nummer-eins-Hits 1978 in  Australien, Belgien, Deutschland, Finnland, Frankreich, Irland, Italien, Japan, Kanada, Neuseeland, den Niederlanden, Norwegen, Österreich, Schweden, der Schweiz, den Vereinigten Staaten und im Vereinigten Königreich.